# Patari
Patari是一个巴基斯坦的音乐流媒体服务，成立于2015年2月。该网站提供巴基斯坦音乐，是巴基斯坦最大的音乐流媒体服务。

## 历史
Patari的创始团队有：原首席执行官哈立德·巴伊瓦（Khalid Bajwa）、战略总监费萨尔·谢尔扬（Faisal Sherjan）、首席技术官伊克巴尔·塔拉特·巴蒂（Iqbal Talaat Bhatti）、前端程序员和首席财务官胡玛雍·哈龙（Humayun Haroon）、前端程序员乌萨马·塔里克（Usama Tariq），内容总监艾哈迈尔·纳克维（Ahmer Naqvi），以及萨阿德·阿尔沙德（Saad Arshad）和伊曼·沙希德（Iman Shahid）。
哈立德·巴伊瓦说，他们最初的计划是创建一个巴基斯坦电视剧的门户网站。然而，当他们没有成功时，张氏集团的首席策略官费萨尔·谢尔詹（Faisal Sherjan）鼓励Patari的创始人转而专注于音乐领域。当团队深入研究巴基斯坦的音乐生态系统时，他们发现Patari这样的产品之需求有多么尖锐：在音乐多样化、质量出色的情况下，巴基斯坦音乐几乎停滞不前；音乐家很少或根本没有平台来推广或商业化他们的音乐，而粉丝们没有一个地方可以找到音乐。就在这一情况下，团队决定开发Patari。他们花了很多时间设计界面和程序。当他们同当地的音乐家沟通时，版权问题因当地法律而变得非常棘手，但当地的音乐家都在同Patari的合作上乐于接受。除了自筹，他们的资金来自于旁遮普省政府的“Plan9”计划的资助。
2015年2月，Patari推出测试版，收录了2万首歌曲和600名艺术家。但这一版本只有通过邀请和注册才能访问。Patari一经发布，就获得了好评，并流行起来。2015年9月4日，Patari正式向公众开放。2015年8月，Patari发布了iOS和Android应用，并计划在不久的将来推出一款Windows Mobile应用。2016年12月30日，Patari从Sarmayacar投资公司获得共计20万美元的种子资金。

## 功能
Parati的目标是为用户提供所有本地音乐的一站式平台，让他们能够发现新歌。在内容团队的帮助下，音乐爱好者可以浏览网站上的播放列表（Playlist）和推荐歌曲，音乐家也可以在网站上宣传和制作他们的歌曲。Patari还推出了Patari Haftanam排行榜，这一排行榜是巴基斯坦20强单曲排行榜，于每个星期四在Patari.pk上公布。哈立德·巴伊瓦还透露说，该网站的搜索引擎可以考虑到拼写错误等问题。而在营利方面上，该团队将在每三到四首歌曲后放出音频广告。该网站还将在未来启用“高级订阅”，允许用户跳过广告，访问更高质量的歌曲或下载它们。

## 争议

### 版权争议
2015年6月，EMI集团要求Patari从网站上删除其所有内容，因为该公司持有超过6万名巴基斯坦艺术家的音乐版权，并控制着巴基斯坦近70%的音乐的版权。该公司总经理泽山·乔杜里（Zeeshan Chaudhry）表示：“我不反对Patari，但反对任何提供非法音乐的门户或平台。”此后，双方解决了分歧，并签署了一项协议，将EMI的音乐置于Patari平台上。

### CEO性骚扰丑闻
Patari的联合创始人和首席执行官哈立德·巴杰瓦（Khalid Bajwa）被指控在公共场合性骚扰。一位女士在推特上发出了她与巴杰瓦在WhatsApp上的截图，并声称她“感到不舒服，被一个两倍于我年龄的男人压倒”，并在公共活动中“不受欢迎地拥抱我”，称“他多年来一直这样做”。之后，多名用户也曝光了类似的事件，称巴杰瓦是“恋童癖者”。对此，Patari发表声明表示哈立德·巴杰瓦将立即辞职。并表示，在公开指控之前，该公司已经正在对他进行类似的调查。